# Giulio Prosperetti
Giulio Prosperetti (Perugia, 7 dicembre 1946) è un giurista italiano.
È stato il vicepresidente vicario della Commissione di Garanzia sullo sciopero nei servizi pubblici essenziali, dal 21 dicembre 2015 è giudice della Corte costituzionale e dal 12 dicembre 2023 vicepresidente della stessa fino al termine del suo mandato da giudice.

## Biografia
Figlio di Ubaldo Prosperetti, si laurea con lode in giurisprudenza nel 1971 all'Università La Sapienza di Roma con una tesi in diritto amministrativo; diviene assistente ordinario di diritto costituzionale con Leopoldo Elia e poi di diritto del lavoro con Gino Giugni.
Dal 1973 ha insegnato istituzioni di diritto pubblico presso la Libera Università di Cassino. Dal 1985 è stato professore di diritto del lavoro presso l'Università statale di Cassino, tenendo per alcuni anni anche il corso di istituzioni di diritto pubblico. Nel 1994 contribuisce all'istituzione della facoltà di giurisprudenza dello stesso ateneo, quale componente del comitato ordinatore.
Alle elezioni politiche del 1994 è candidato al Senato della Repubblica con il Patto per l'Italia nel collegio di Cassino, senza venire tuttavia eletto.
Dal 1994 al 2015 è stato professore ordinario di diritto del lavoro presso la Facoltà di Giurisprudenza dell'Università di Roma Tor Vergata, dove ha insegnato anche diritto della sicurezza sociale, e dove è stato coordinatore del master in Discipline del Lavoro, Sindacali e della Previdenza sociale.
Nel 1997 è stato componente della Commissione legislativa sull'Armonizzazione delle disposizioni fiscali e previdenziali (D.Lgs. 314/1997).
Nominato nel 1996 membro della Commissione di Garanzia sullo sciopero nei servizi pubblici essenziali, ne diviene il vicepresidente vicario nel 1999, a causa delle precarie condizioni di salute del presidente Giugni, introducendo per la prima volta la previsione regolamentare dello sciopero virtuale e completando la riforma l'anno seguente.
È autore della teoria sull'efficacia dei contratti collettivi basata sul rinvio individuale.
Nel campo della sicurezza sociale ha proposto una riforma del welfare basato sull'integrazione fra salario contrattuale e reddito assistenziale. 
È stato giudice della Corte d'appello della Città del Vaticano.
È stato presidente della Commissione di Certificazione dell'Università di Roma Tor Vergata.
Avvocato cassazionista, è stato, nel biennio 2006-2007, Consigliere dell'Ordine degli
Avvocati di Roma.

Il 16 dicembre 2015 viene eletto giudice costituzionale dal Parlamento in seduta comune, con 585 voti su un quorum di 571, su indicazione di Area Popolare, al trentaduesimo scrutinio complessivo, insieme ad Augusto Barbera e Franco Modugno, sostenuti rispettivamente dal Partito Democratico e dal Movimento 5 Stelle, a seguito di un accordo politico fra i tre partiti.
Giura nelle mani del Presidente della Repubblica il 21 dicembre 2015. Il 12 dicembre 2023 viene nominato vicepresidente della Corte costituzionale dal neoeletto presidente Augusto Barbera.
Si è espresso a sfavore dell'introduzione dell'opinione dissenziente, sostenendo che l'esteriore unitarietà della Corte rappresenti un "valore per le Istituzioni, evitando di politicizzare il dibattito, che poi proseguirebbe fuori dalla Corte, in un Paese come il nostro, sempre molto incline a polemiche di tipo politico".
È sposato con Paola Carlini, dalla quale ha avuto quattro figli.

## Opere
- Le transazioni collettive, Ed. La Sapienza, Roma, 1984
- L'efficacia dei contratti collettivi nel pluralismo sindacale, Ed. Franco Angeli, 1989
- Un nuovo welfare per la società post-industriale, G. Giappichelli Editore, Torino, 2008
- Autonomia collettiva e diritti sindacali, UTET, 2010
- Nuove politiche per il welfare state, G. Giappichelli Editore, Torino, 2013